# 山本武彦
山本 武彦（やまもと たけひこ、1943年11月18日 - ）は、日本の国際政治学者。専門は、国際政治経済学・安全保障論。学位は、博士（政治学）（2012年）。早稲田大学名誉教授。

## 経歴
大阪府立春日丘高等学校卒業（1962年）後、早稲田大学第一政治経済学部卒業（1966年）。同大学大学院政治学研究科修了（1968年）。国立国会図書館調査立法考査局調査員・主査を経て、静岡県立大学国際関係学部教授（1988-1991年）、早稲田大学政治経済学術院教授（1991-2014年）を経て2014年から早稲田大学名誉教授。2012年3月5日、博士（政治学）の学位を取得。早稲田大学大学院政治学研究科委員長（2000-2002年）、早稲田大学評議員（2000-2002年）、早稲田大学総合政策科学研究所長（2004-2011年）、日本国際政治学会理事、日本公共政策学会理事、日本安全保障貿易学会会長・特別顧問、日本軍縮学会監事、グローバル・ガバナンス学会会長を歴任。また、産業構造審議会制度改正ワーキング・グループ座長、一般財団法人・安全保障貿易情報センター（CISTEC）理事、防衛省開発軍用航空機の民間転用に関する検討会」委員、NPO法人・北東アジアエネルギー安全保障センター（CESNA）理事長（2016年2月-現在）、立命館大学OIC総合研究機構上席研究員（2015年-現在）、早稲田大学総合政策科学研究所招聘研究員（2017年-現在）を務める。
この間、法政大学法学部（1979-1982年）、東京大学教養学部（1991-1995年）などで講師を歴任。2014年から立命館大学政策科学部講師を務めた（ー2017年）。また、ジョージア大学 (1999-2000年, Visiting Professor, Center for International Trade and Security, University of Georgia) およびストックホルム・スクール・オブ・エコノミクス (2003年, Visiting Professor, European Institute for Japanese Studies, Stockholm School of Economics)において客員教授、オックスフォード大学において客員フェロー (2005年, Visiting Fellow, Wolfson College, Oxford University)、ハーバード大学ベルファーセンターではリサーチ・フェロー (2008-2009年, Research Fellow, Belfer Center for Science and International Affairs, John F. Kennedy School of Government, Harvard University)、国際交流基金の派遣によりPresidency University（インド）において客員教授（2018年）、国際連合安全保障理事会に設置された1718委員会（北朝鮮制裁委員会）では専門家パネルの委員（2010-2011年）を務める。

## 著書

### 単著
- 『フランス国防体制と軍隊』 教育社<教育社新書>、1978年。
- 『経済制裁―深まる西側同盟の亀裂』 日本経済新聞社<日経新書>、1982年。
- 『安全保障政策―経世済民・新地政学・安全保障共同体』 日本経済評論社、2009年）日本公共政策学会2010年度作品賞受賞
- 『国際関係の理論と実際』ヌース出版、2011年。
- 『山本武彦著作選集（1）国際関係論』志學社、2020年
- 『山本武彦著作選集（2）国際関係一般』志學社、2020年
- 『山本武彦著作選集（3）科学技術と国際関係』志學社、2020年
- 『山本武彦著作選集（4）輸出管理・経済制裁』志學社、2020年

共著
- 『集団的自衛権とイスラム・テロの報復』青灯社、2015年。
- 『下北『核』半島のいま』志學社、2016年

### 編著
- 『国際安全保障の新展開―冷戦とその後』 早稲田大学出版部、1999年。
- 『地域主義の国際比較―アジア太平洋・ヨーロッパ・西半球を中心にして』 早稲田大学出版部、2005年。
- 『国際関係論のニュー・フロンティア』 成文堂、2010年。
- 『市民社会の成熟と国際関係』（早稲田大学現代政治経済研究所研究叢書第39号）志學社、2014年

### 共編著
- （泉昌一・中野博明）『アメリカ政治経済の争点』 有斐閣、1988年。
- （藤原保信・ケリー・ケネディ・クオモ）『国際化と人権―日本の国際化と世界人権体制の創造』 国際書院、1994年。
- U.S. and Japanese Nonproliferation Export Controls: Theory, Description and Analysis, co-edited with Gary K. Bertsch and Richard T. Cupitt, (University Press of America, 1996)
- （内田盛也）『冷戦後のアジアの安全保障』日本学術協力財団、1997年。
- （天児慧）『東アジア共同体の構築 (1)新たな地域形成』 岩波書店、2007年。
- US Policy towards China, India and Japan: New Challenges and Prospects, co-edited with Madhuchanda Ghosh and Raj Kumar Kothari, (New Delhi: Atlantic Publishers, 2013)
- （臼井実稲子・奥迫元）『経済制裁の研究―経済制裁の政治経済学的位置づけ』志學社、2017年。
- （玉井雅隆）『国際組織・国際制度』（現代国際関係学叢書・第1巻）志學社、2017年。
- （庄司真理子）『軍縮・軍備管理』（現代国際関係学叢書・第2巻）志學社、2017年

### 訳書
- ハーバート・ファイス『原爆と第二次世界大戦の終結』 南窓社、1974年。
- メアリー・カルドー『新戦争論―グローバル時代の組織的暴力』 岩波書店、2003年。
- メアリー・カルドー『グローバル市民社会論――戦争へのひとつの回答』 法政大学出版局、2007年。
- メアリー・カルドー『「人間の安全保障」論―グローバル化と介入に関する考察』 法政大学出版局、2011年。
- 文正仁『太陽政策ー朝鮮半島の平和への道』志學社、2018年。

## 論文

### 単行本所収論文
- 「東西ヨーロッパの安全保障と相互依存-デタントと「戦略的」相互依存との関連性をめぐって」鴨武彦・山本吉宣編『相互依存の国際政治学』 有信堂高文社、1979年。
- 「福田「全方位」外交の出発」、『国際年報・1977年版』 日本国際問題研究所、1981年。1979年。
- 「全欧安保再検討会議の軍事的側面-信頼醸成措置（CBM）強化問題を中心に」、『国際年報・1979年版』 日本国際問題研究所、1982年。
- 「西ヨーロッパ-政治的動態とその方向をめぐって」、青木一能編『国際政治論』 学陽書房、1983年。
- 「戦域核配備決定と同盟政治の展開-NATO「二重決定」に至る政治過程」、『国際年報・1979/1980年版』 日本国際問題研究所、1985年。
- 「終末期のジスカールデスタン体制」、『国際年報・1979/1980年版』 日本国際問題研究所、1985年。
- 「北東アジアにおける軍備管理-信頼醸成措置導入のためのシナリオ」、進藤栄一編『平和戦略の構図』 日本評論社、1986年。
- 「東アジアにおける信頼醸成措置」、進藤栄一編『日ソ平和の条件』 にんげん社、1987年。
- 「技術革新と産業安全保障―日米ハイテク摩擦の底流」、日米関係と総合安全保障研究会編『日米関係の争点と総合安全保障』 世界経済情報サービス、1987年。
- 「ソ連・東欧諸国の技術開発戦略と技術移転」、『東欧諸国の対外関係-東側ブロックの再構築化と独自の西側関係の希求の狭間で』 日本国際問題研究所、1987年。
- 「ミッテラン政権下のフランス」、『国際年報・1981/1982年版』 日本国際問題研究所、1988年。
- 「科学技術革命と安全保障」、高橋徹・西村文夫編『変動期の国際社会』 北樹出版、1988年。
- 「ココム体制強化の現状と日本」、『ソ連経済の現状と展望-過渡期の分析』 日本経済調査協議会、1988年。
- 「技術革新と軍備拡張競争-技術軍拡をめぐる三つの仮説を中心に」、大畠英樹・原彬久編『現代国際政治のダイナミクス』 早稲田大学出版部、1989年。
- 「経済外交」、渡邊昭夫編『講座国際政治 (4)日本の外交』 東京大学出版会、1989年。
- 「ココムと日米関係」、ソ連東欧経済研究所編『対ソ連東欧貿易の日米比較』 ソ連東欧貿易会、1990年。
- 「日米経済関係の現状と今後の選択」平和経済計画会議・経済白書委員会編『国民の経済白書・1990年版』 日本評論社、1990年。
- 「米国の1988年包括通商・競争力強化法における国家安全保障関連条項に関する調査研究」（共同調査）三菱総合研究所、1990年。
- 「「構造協議」後の日米経済関係の争点」、平和経済計画会議・経済白書委員会編『国民の経済白書・1991年版』 日本評論社、1991年。
- 「国際輸出管理体制の変容と多国間協力への道」、『90年代における輸出管理政策に関する調査研究』 産業研究所、1993年。
- 「国際安全保障と共通の安全保障-欧州における安全保障レジームの再編」、鴨武彦編『講座・世紀間の世界政治 (2)ヨーロッパの国際秩序-主権国家システムの変容』 日本評論社、1993年。
- 「日本の政治文化と外交メンタリティ」、瀧嘉衛編『構造変革期の外交・政治・教育』 金沢工業大学人間科学総合研究所、1994年。
- 「外交政策」、片岡寛光・奥島孝康編『アメリカの政治-ガリバー国家のジレンマ』 早稲田大学出版部、1994年。
- 「米国の国際的コミットメントの特徴と対日政策」、『日米関係の再構築-米国製造業“復活”の評価』 政策科学研究所、1994年。
- "The US-Japan Structural Impediments Initiative: A Model for Reducing Trade Friction?", Franz Waldenberger ed., The Poltical Economy of Trade Conflicts: The Management of Trade Relations in the US-EU-Japan Triad, (Springer-Verlag, 1994).
- "Military Industrial Complexes vs. Commercial Industrial Complexes: the Pacific Rivals", Eiichi Shindo and F. Quei Quo eds., Beyond Friction: Japan-US Relations in a New World, (Simon Fraser University Press, 1995).
- "An Emerging Export Control Regime in Asia upon the Break-up of COCOM," Gary K. Bertsch, Richard T. Cupitt and Takehiko Yamamoto, eds., U.S. and Japanese Nonproliferation Export Controls: Theory, Description and Analysis, (University Press of America, 1996).
- 「21世紀におけるアジアの国際秩序-日本の政治的役割」釜山政治学会編『21世紀における国際秩序』Aセンター、1996年。
- 「科学・技術と外交」、渡辺昭夫編『日本の国際政策』 有斐閣、1997年。
- 「安全保障概念の変化とアジア・太平洋地域」、内田盛也・山本武彦編『冷戦後のアジアの安全保障』 日本学術協力財団、1997年。
- 「日常生活の世界化と国際安全保障」、臼井久和・星野昭吉編『世界政治学』 三嶺書房、1999年。
- "In Search of a Multilateral Comprehensive Security Architecture in North East Asia: How Japan Should take a Diplomatic Initiatives," Eiichi Shindo, ed., Constructing Cooperative Security in East Asiblems and Prospects, (Tsukuba Advanced Research Alliance, 2001)
- 「不拡散戦略の新展開-PSIとCSIを中心にして」、『大量破壊兵器不拡散問題』 日本国際問題研究所、2004年。
- 「通常兵器関連の輸出管理レジーム」、浅田正彦編『兵器の拡散防止と輸出管理-制度と実践』有信堂高文社、2004年。
- 「ヨーロッパ連合（EU）の新輸出管理レジームと内部矛盾」、浅田正彦編『兵器の拡散防止と輸出管理―制度と実践』有信堂高文社、2004年。
- "Regionalization of Security Communities in East Asia: Myth or Reality?", Glenn D. Hook and Harukiyo Hasegawa eds., Japanese Responses to Globalization: Politics, Economics and Security, (Palgrave, 2006).
- "A Regional Export Control Regime in East Asia: From No Regime to a Soft Regime", Daniel Joyner, ed., Non-proliferation Export Controls: Origins, Challeges, and Proposals for Strengthening, (Ashgate, 2006).
- 「日本の「東アジア共同体外共同体構想-二国間主義と多国間主義の間」、山本武彦・天児慧編『東アジア共同体の構築 (1)新たな地域形成』 岩波書店、2007年。
- "Building a Security Community in East Asia: Japan's Strategy and its Dilemma between Bilateralism and Multilateralism", Madhuchanda Ghosh, Raj Kumar Kothari and Takehiko Yamamoto, eds., US Policy Towards China, India and Japan: New Challenges and Prospects. (New Delhi: Atlantic Publishers, 2013).
- 「核不拡散レジームの虚構と現実―約束履行問題と核保有国の「嘘」と「偽善」」、後藤玲子・玉井雅隆・宮脇昇編『「やらせ」の政治経済学』ミネルヴァ書房、2017年。
- 「CICAと東アジア・エネルギー安全保障共同体の構築」、進藤栄一・朽木昭文・松下和夫編『東アジア連携の道を開くー脱炭素社会・エネルギー・食料』花伝社、2017年。
- 「一帯一路構想と日本―地政学と地経学を繋ぐ地技学的観点からの考察」、一帯一路日本研究センタ編『一帯一路からユーラシア新世紀の道』日本評論社、2018年
- 「資源地戦略とサプライ・チェーン・ネットワークーユーラシア大陸での資源獲得をめぐる地戦略的相互作用との関連で」、稲垣文昭・玉井良尚・宮脇昇編『資源地政学―グローバル・エネルギ―競争と戦略的パートナーシップ』法律文化社、2020年。
- 「55年体制下の国対政治に見る裏取引と談合の一局面ー国会内での取引を通して見る」、後藤玲子・玉井良尚・宮脇昇編『談合と民主主義ー公共空間におけるデイール』志學社、2022年。

### 学術雑誌論文
- 「転機に立つフランスの国防・同盟政策」『国際問題』 198号、1976年。
- 「『核』中級国家フランスの安全保障政策-大西洋同盟との関係を中心にして」『国際政治』63号、1979年。
- 「フランス左翼の安全保障政策の展開-70年代からミッテラン政権成立前後までを対象にして」『共産主義と国際政治』7巻1号、1982年。
- 「肥大化するフランスの軍産複合体-武器輸出と兵器産業の実態分析を中心として」『平和研究』8号、1983年。
- 「北欧諸国間協力の展開と構造-地域主義と地域統合の視角から」『外務省調査月報』26巻1号、1984年。
- 「対ソ経済制裁をめぐる西側世界内部の矛盾-ココム体制下の矛盾を中心として」『ソ連・東欧学会年報』12号、1984年。
- 「対ソ『競争力』戦略下の技術連鎖の構図」『海外事情』35巻10号、1987年。
- "Technological Innovation and Industrial Security: Emerging Frictions between Japan and the U.S.", Pacific Focus (Inha Journal of International Studies, vol.3, no.2, 1988.
- 「欧州新秩序の構図と制度化の諸側面」『国際問題』、1990年。
- 「日本の政治文化と外交メンタリティ」『金沢工業大学人間科学総合研究所報』5号、1993年。
- 「冷戦後の軍備管理レジームと国際輸出管理レジームの連繋構造」『国際政治』108号、1995年。
- 「不拡散レジームと国際安全保障-通常兵器移転規制を中心に」『国際問題』436号、1996年。
- "Trade, Export Controls and Non-proliferation in the Asia Pacific Region", with Gary K. Bertsch and Richard T. Cupitt, The Pacific Review, vol.10, no.3, 1997.
- "Strategic Interactions and Political Dynamics in Japan's Entry into COCOM in 1952", Waseda Poltical Studies, no.32, 2001.』479号、2000年。
- "Power, Wealth and Technology Transfer in World Politics: Political Dynamics of Science and Technology Activities in East Asia", Waseda Political Studies, no.33, 2002.
- "Political Gridlock on Regional Export Control Regimes in East Asia: Who Could Cut the Gordian Knot?", Waseda Political Studies, no.34, 2003.
- "Innovation of Defense Acquisition Policies in Japan: From a Historical Perspective", Waseda Political Studies, no.35, 2004.
- "National Security Policy and Contemporary Geopolitics," Journal of Policy Science, Vol.10, 2016.